# Friedrich Markus Huebner
Friedrich Markus Huebner (* 12. April 1886 in Dresden; † 24. Mai 1964 in Amsterdam) war ein deutscher Schriftsteller, Journalist, Übersetzer, Kunstkritiker, und Kunsthistoriker, der ab 1919 in den Niederlanden lebte.  Er gilt neben Theo van Doesburg und Hendrik Marsman als wichtiger Vermittler des Expressionismus in den Niederlanden. Sein Werk besteht aus Gedichtbänden, Schauspielen, Novellen und Romanen; er veröffentlichte mehr als 60 selbständige Titel.

## Leben und Werk
Friedrich Markus Huebner, genannt Fritz, war der Sohn des Dresdner Kaufmanns und Leinen- und Baumwollwarenhändlers Otto R. Hübner und dessen Frau Helene, geborene Tamme. Zunächst besuchte er in Dresden die Bürgerschule, anschließend das Kreuzgymnasium und die Drei-König-Schule, wo er die Matura ablegte. Er studierte an den Universitäten Lausanne, Berlin, Straßburg und Heidelberg.
1910 promovierte Huebner in Heidelberg über die psychologischen Auffassungen von Paul Bourget. Er ging anschließend nach München, wo er als Journalist tätig war und beispielsweise Rezensionen für die Münchner Allgemeine Zeitung, die Literaturzeitschrift März und das anarchistisch gefärbte Magazin Die Revolution sowie Kunst- und Theaterartikel für das Berliner Tageblatt schrieb. In dieser Zeit heiratete er Margarethe Birkenfeld, die Tochter eines Augsburger Arztes. Die Jahre bis zum Kriegsausbruch verbrachte er als freier Schriftsteller, viel reisend, teils in Italien und Deutschland.
Als Dreißigjähriger kam Huebner im Ersten Weltkrieg 1914 nach Belgien, wo er im Kriegsdienst für das Auswärtige Amt tätig war. Ursprünglich kriegsbegeistert, distanzierte er sich nach dem Krieg von dieser Position und wurde zu einem überzeugten Vertreter des Internationalismus.
Huebner ließ er sich unmittelbar nach Kriegsende in Den Haag, Niederlande, nieder, wo seine schriftstellerische und publizistische Karriere begann und er sich zu einem seinerzeit bedeutenden deutsch-niederländischen Kulturvermittler entwickelte. Hierbei wird er in einem Atemzug mit Albert Vigoleis Thelen und Georg Hermann sowie Nico Rost aus der niederländischen Perspektive genannt.
Ab 1919 war Huebner Mitarbeiter von het Vaderland und gab zusammen mit Dirk Coster unter Mitarbeit von Kollegen aus Frankreich, Italien und Großbritannien das Werk Europas neue Kunst und Dichtung zum Thema Expressionismus heraus, das 1919 erschien. In den 1920er Jahren wurden seine Schriften zur Lebensdeutung bekannt, die sich der Lebenshilfe mittels „Charakterkunde“ und Tiefenpsychologie widmeten. Ab 1933 passte er sie auf subtile Art und Weise der Ideologie des Nationalsozialismus an. Darüber hinaus widmete er sich bis zum Ende des Zweiten Weltkriegs neben kulturhistorischen Schriften über Flandern und die Niederlande hauptsächlich dem deutschen Schrifttum im „Dritten Reich“.
Huebner schrieb auch Romane, unter anderem die Trilogie Land der Windmühlen. Zu seinen Lebzeiten galt seine esoterische Schrift Zugang zur Welt von 1930 als sein wichtigstes Werk, das heute jedoch vergessen ist. Insgesamt sind mehr als 60 selbständige Titel von ihm erschienen.
Im Zweiten Weltkrieg war er Sachwalter mehrerer niederländischer jüdischer Kunsthändler und dadurch in den nationalsozialistischen Kunstraub verwickelt. Nach Kriegsende wurde er der Kollaboration angeklagt, allerdings dafür nie verurteilt.
Das niederländische Rijksbureau voor Kunsthistorische Documentatie (RKD) unterhält umfangreiches Archivmaterial über Huebner.

## Werke (Auswahl)

### Als Autor
Belletristik
- Das Jahr ist kurz, der Tag ist lang. Sinngedicht. Verlag Peschko, Darmstadt 1942.
- Nord-Hotel. Roman. Lehning Verlag, Hannover 1954 (Das Lehning-Buch; 39).
- Sterne über Amsterdam. Roman unter Holländern. Juncker, Berlin 1939.
- Die Wolke aus Licht. Gedichte. Verlag Peschko, Darmstadt 1940.
- Das Hexeneinmaleins. Steinklopfer Verlag, Fürstenfeldbruck 1959.

Sachbücher
- Aufbruch ins Unbekannte. Schicksalshingabe und Schicksalsbemeisterung. Verlag Peschko, Darmstadt 1933.
- Die Belebung des Nichts. Reiß, Berlin 1922 (= Tribüne der Kunst und Zeit; 27).
- Holland. Moderne Kunst in niederländischen Privatsammlungen. Klinckhardt & Biermann, Leipzig 1922.
- Zugang zur Welt. Magische Deutungen. Klinhardt & Biermann, Leipzig 1929.
- Die Fruchtbare Dunkelheit. Schlaf und Traum in kosmischer Bedeutung. Reichl Verlag, Remagen 1962, ISBN 978-3-87667-013-3.
- Menschen als Arznei und Gift. Nils Kampmann Verlag, Kampen/Sylt 1934. Neuauflage Reichl Verlag, St. Goar 2007, ISBN 978-3-87667-271-7.
- Niemand ist einsam. Nils Kampmann Verlag, Kampen/Sylt 1936. Neuauflage Reichl Verlag, St. Goar 2007, ISBN 978-3-87667-272-4.
- Zeichensprache der Seele. Nils Kampmann Verlag, Kampen/Sylt 1933. Neuauflage Reichl Verlag, St. Goar 2007, ISBN 978-3-87667-273-1.
- Jungbleiben läßt sich lernen. Verlag Richter, Heidelberg 1957. Neuauflage Reichl Verlag, St. Goar 2007, ISBN 978-3-87667-287-8.

### Als Übersetzer
- Flämisches Novellenbuch. Insel-Verlag, Leipzig 1917.
- Felix Timmermans: Der Heilige der kleinsten Dinge und andere Erzählungen. 1980.
- Felix Timmermans: Die sehr schönen Stunden von Jungfer Symforosa, dem Beginchen.